# 上石津町
上石津町（かみいしづちょう）は、岐阜県養老郡にあった町である。2006年3月27日に安八郡墨俣町とともに大垣市に編入され、廃止された。現在は同市の地域自治区「上石津町地域自治区」となっている。

## 地理
岐阜県の南西端に位置し、町の東西を養老山地、鈴鹿山脈の山々に囲まれている。盆地となっている町の中心部を国道365号が通り、交通の要衝である関ケ原方面へ抜ける。
編入先の大垣市とは隣接していないため同市の飛び地となった。なお、墨俣町も同様に飛び地となった。

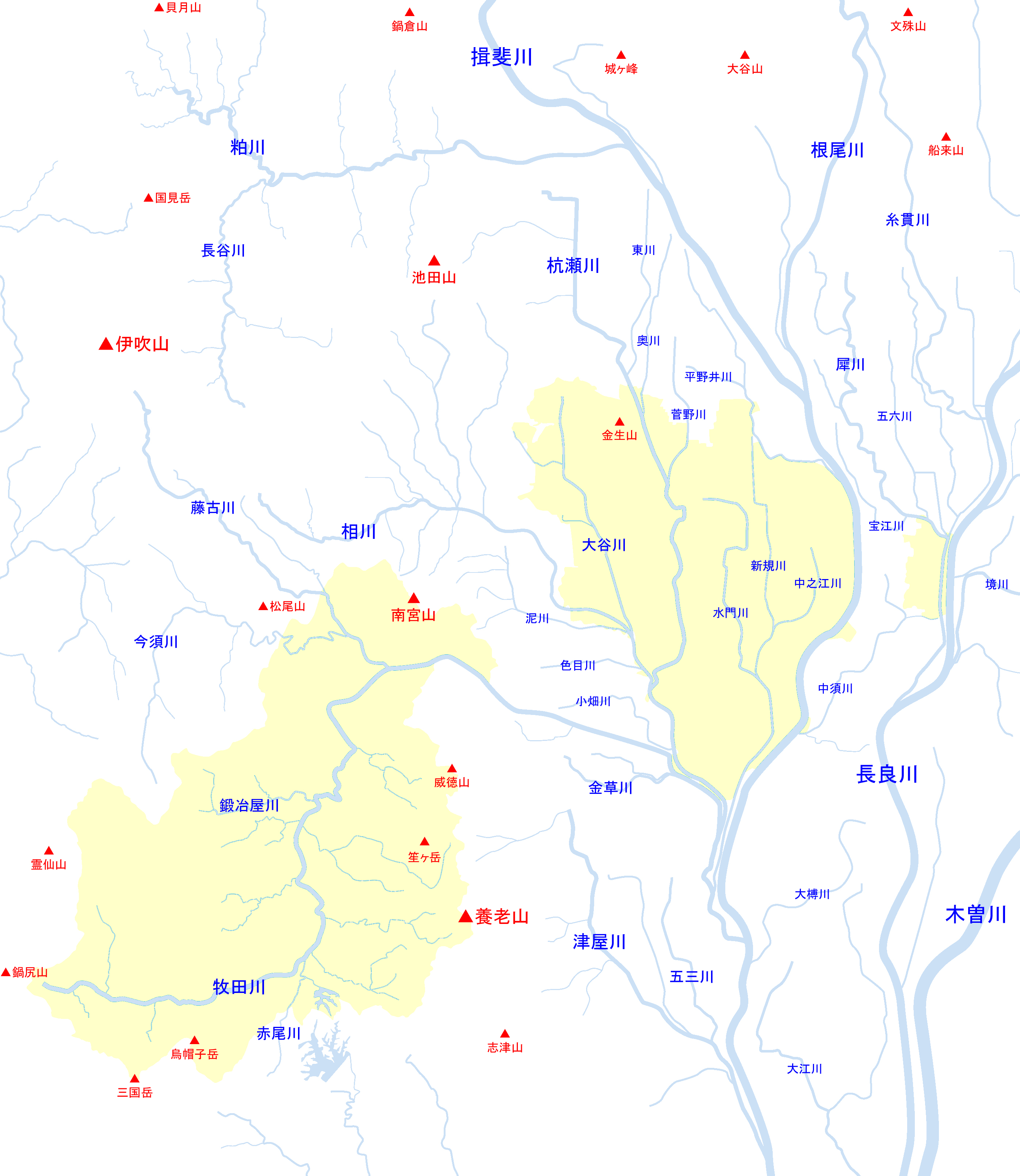
大垣市周辺河川の位置関係図

- 河川: 牧田川
- 山: 養老山、烏帽子岳

### 隣接している自治体
- 岐阜県 養老郡養老町、不破郡垂井町、関ケ原町
- 滋賀県 米原市、犬上郡多賀町
- 三重県 いなべ市

## 歴史

### 沿革
- 1955年（昭和30年）1月15日 養老郡牧田村・一之瀬村・多良村・時村が合併し上石津村発足[1]。
- 1969年（昭和44年）4月1日 町制施行し上石津町となる[1]。
- 2006年（平成18年）3月27日 安八郡墨俣町と共に大垣市に編入される[1]。

## 行政
- 町長：小川一善（1991年3月3日 - 2006年3月27日）

## 学校

### 中学校
- 上石津町立上石津中学校

### 小学校
- 上石津町立一之瀬小学校
- 上石津町立時小学校
- 上石津町立牧田小学校
- 上石津町立多良小学校

### 2006年以前に廃校となった学校
- 上石津町立日彰中学校（1975年廃校）
- 上石津町立多良中学校（1975年廃校）
- 上石津町立時中学校（1975年廃校）
- 上石津村立多良小学校西山分校（1959年廃校）
- 上石津町立時山小学校（1971年廃校）

## 交通

### 鉄道
- 上石津町には鉄道はない。最寄り駅は関ケ原駅。
- 現在の三岐鉄道は三重県四日市と岐阜県関ヶ原を結ぶ予定で付けられた社名であるが、藤原まで建設して上石津に旧・小野田セメント直営のセメント工場を設置することなく、工事は断念された。三岐鉄道が関ヶ原まで開通していれば、上石津町を通ることになっていた。

### バス
- 名阪近鉄バス - 関ヶ原および大垣駅から時までの路線。
かつては三重交通も阿下喜駅（三重県いなべ市、旧北勢町）から時口まで乗り入れていた。

### 道路
高速自動車国道
- 名神高速道路（町内にインターチェンジなし。最寄りは関ケ原IC ）

一般国道
- 国道365号

県道
- 主要地方道
  - 岐阜県道56号南濃関ケ原線
- 一般県道
  - 岐阜県道107号時下野尻線
  - 岐阜県道126号養老公園庭田線
  - 岐阜県道139号上石津多賀線
  - 岐阜県道227号牧田室原線
  - 岐阜県道229号牧田関ケ原線

長距離自然歩道
- 東海自然歩道

## 名所・旧跡・観光スポット
- 日本昭和音楽村
- 桑原邸（江戸時代建設の尾張藩郷士屋敷と庭園。重要文化財。）※見学不可
- 高木家陣屋跡・上石津町郷土資料館
- 島津塚（伝島津豊久墓所）
- 時山文化伝承館
- 緑の村公園

## 出身有名人
- 江口夜詩